# Jakub Šiřina
Jakub Šiřina, né le 21 novembre 1987, à Ostrava, en Tchécoslovaquie, est un joueur tchèque de basket-ball. Il évolue au poste de meneur.